# Tinthia xanthospila
Tinthia xanthospila is een vlinder uit de familie wespvlinders (Sesiidae), onderfamilie Tinthiinae.
Tinthia xanthospila is voor het eerst wetenschappelijk beschreven door Hampson in 1919. De soort komt voor in het Australaziatisch gebied.